# André Hoffmann
André Hoffmann (Berlino Est, 11 agosto 1961) è un ex pattinatore di velocità su ghiaccio tedesco.

## Palmarès

### Olimpiadi
- Oro a Calgary 1988 nei 1500 metri.